# Сем Вотерстон
Семјуел Еткинсон Вотерстон (енгл. Samuel Atkinson Waterston; рођен 15. новембра 1940. у Кембриџу, Масачусетс), амерички је позоришни, филмски, и ТВ глумац, продуцент и редитељ.
Номинован је за Оскара за најбољег глумца 1985. године за улогу у филму Поља смрти Роланда Џофеа (1984), као и за награду БАФТА, добитник Златног глобуса, награде Еми и награде Удружења глумаца, власник сопствене звезде на холивудском булевару славних. Најпознатији је по улози окружног тужиоца Џека Мекоја, у телевизијској серији Ред и закон, где је глумио од 1994. до 2010. године, и улози Чарлија Скинера у ситкому Вести (2012-2014).